# ニッキー・サラプ
ニッキー・サラプ（Nicky Salapu, 1980年9月13日 - ）は、アメリカ領サモア・パゴパゴ出身の元サッカー選手。

## 来歴
2000年から2008年まで国内（FFASサッカーリーグ）のパンサ・イーストFCに所属。その後は、オーストリア地域リーグのSCマウアーバッハやインドネシア・スーパーリーグのミトラ・クカールFCでプレーした。
アメリカ領サモア代表では2001年からワールドカップ予選などに出場している。このうち、2001年4月11日にオーストラリアで行われたオーストラリア代表との試合にも出場し、国際Aマッチワースト記録となる1試合31被ゴールを浴びた（詳細は、オーストラリア 31-0 アメリカ領サモア参照）。この試合がトラウマになり、以後のサッカー人生にも影響を与えたと2013年イギリス製作の映画『ネクスト・ゴール!世界最弱のサッカー代表チーム0対31からの挑戦』に出演した際、語った。アメリカ領サモア代表としては最多の17試合に出場している。
2007年にサモアで行われたパシフィックゲームズでは、ハワイからの便に乗り遅れたため出場できず、17歳のジョーダン・ペニツシが代わりに出場した。最終戦のトンガ戦には間に合ったが、起用されることはなかった。
2008年に一旦現役を引退し、アメリカ合衆国本土に移住するも後に現役復帰。2011年11月22日に行われたワールドカップ・オセアニア1次予選のトンガ戦では1失点に抑え、代表の1983年のウォリス・フツナ戦以来の勝利と1994年以来17年間で30連敗中だったFIFA公式戦初勝利に貢献した。

## 代表歴
アメリカ領サモア代表（2001-）17試合0得点

### 出場大会
- 2002 FIFAワールドカップ・オセアニア予選
- OFCネイションズカップ2004（兼2006W杯オセアニア予選）
- 2007 サウスパシフィックゲームズ（兼2010W杯オセアニア1次予選）
- OFCネイションズカップ2012予選（兼2014W杯オセアニア1次予選）